# محميات الأخوار
تقع محميات الأخوار على ساحل محافظة ظفار، وفيها أحياء فطرية، وأعداد كبيرة من الطيور المهاجرة والزائرة. وقد قيل أن فيها 156 نوعاً من الطيور، وقد اعتبرت محمية بتاريخ 28 يونو 1997.

## أبرز الأخوار ضمن المحميات
- خور روري: ويعرف بخور سمهرام وهو على ساحل طاقة وطوله 2.5 كيلو مترا وعرضه 400م، بالقرب من الخور آثار هامة من عهود ما قبل الميلاد وقد ورد ذكرها في المصادر التاريخية اليونانية والإغريقية والعربية باعتباره الميناء الرئيسي لتصدير اللبان الذي أدرج ضمن قائمة التراث العالمي.
- محمية خور البليد: أخذ هذا الخور تسميته من مدينة البليد الأثرية وقد كان هذا الخور متصلا بالبحر في الماضي وكان يستخدم كميناء طبيعي وهو عميق في بعض أجزائه، والمنطقة حاليا تقع ضمن نطاق مواقع من التراث العالمي.
- خور صولي: يقع شرق ولاية طاقه وهو واحد من الاخوار التى استخدمت قديمًا في الملاحة البحرية.
- خور المغسيل: يقع عند الطرف الشرقي لجبل القمر بمحافظة ظفار، وتبلغ مساحة هذا الخور حوالي نصف كيلومتر مربع وطوله حوالي ثلاثة كيلومترات وعرضه 150 مترا.
- خور القرم الصغير والقرم الكبير: وقد أخذا التسمية من أشجار القرم وتوجد في الخورين أنواع من الأسماك القادرة على العيش في المياه قليلة الملوحة.
- خور عوقد: ويقع عند أطراف مدينة عوقد القديمة وتبلغ مساحته حوالي 16 هكتارا.
- خور الدهاريز: يقع في المدخل الشرقي لمدينة صلالة وتتداخل مياهه بمياه حوض صلالة.
- خور طاقة: يقع خور طاقة في المدخل الغربي لمدينة طاقة بمحافظة ظفار، ويمتد الخور على مساحة 2 كيلومتر.